# Enkelhusborg

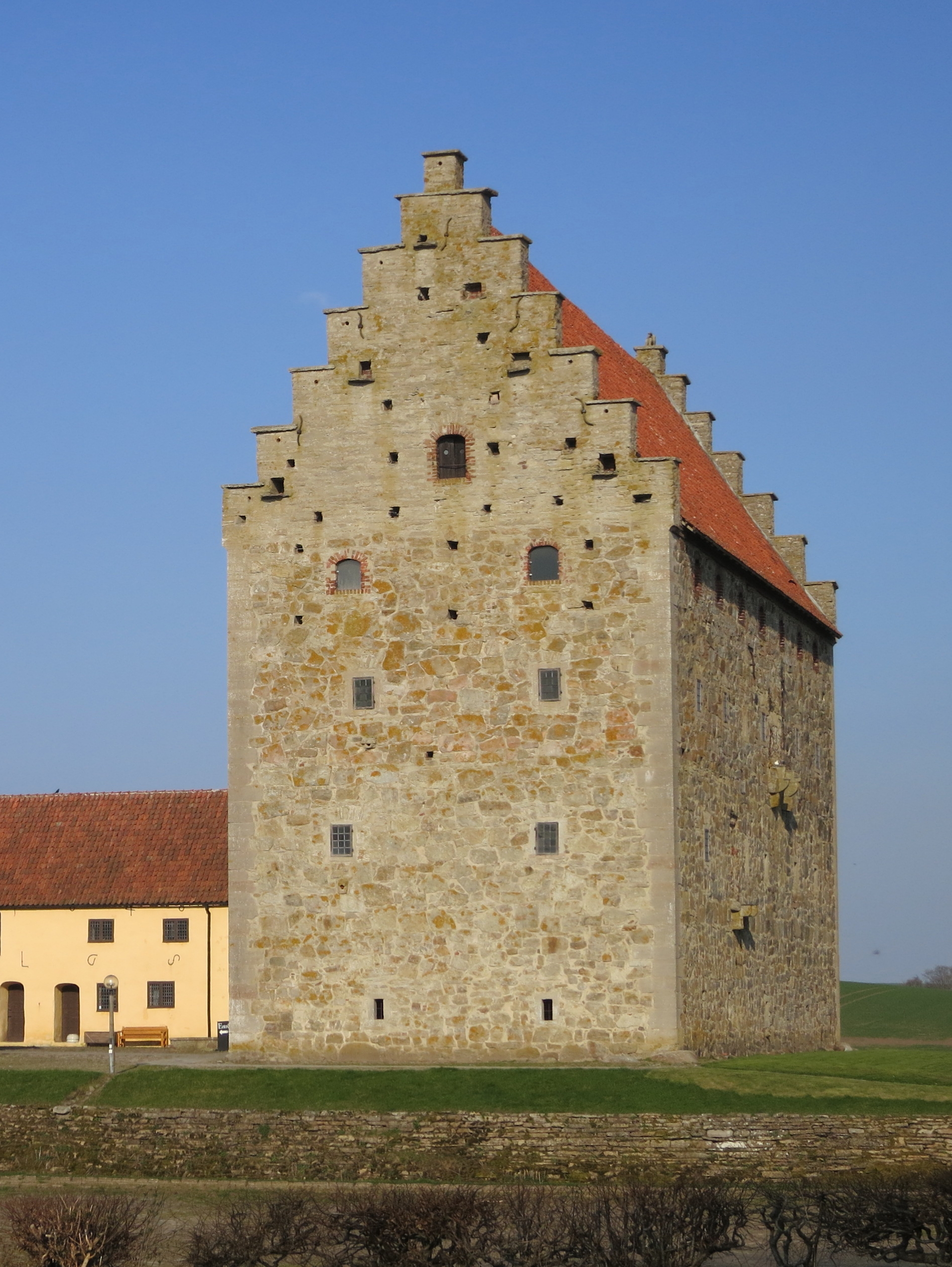
Glimmingehus.

Enkelhusborg var en ensam byggnad som gjordes så stark att den kunde fungera som borg. Exempel på sådana är Glimmingehus i Skåne och Torpa stenhus i Västergötland.
Frälset i Sverige som under 1200- och 1300-talen byggt tornborgar, gick på 1400-talet över till att bygga enkelhusborgar, även kallade fasta hus. De var bestyckade med kanoner och hade skyttegluggar för lättare eldvapen eller armborst. De hade ofta vallgravar eller var på annat sätt omgivna av vatten.
Det är inte troligt att en sådan borg skulle kunna ha tillräckligt med förråd och manskap för att stå emot en lång belägring av en stark och välutrustad armé. Sannolikt var det därför så att frälset inte, till skillnad från kungamakten, byggde borgar för att de skulle kunna uthärda en lång belägring utan istället ville ha ett bekvämt ställe att bo på samtidigt som byggnaden var stark nog att avskräcka en arg skara bönder.